# Mot! (Sinding)
Mot!  (Noors voor moed) is een lied gecomponeerd door Christian Sinding. Sinding gebruikte een tekst van Arne Garborg voor dit losstaande werkje. Het is niet opgenomen in een van de vele liedbundels van de componist. Het geheel beslaat amper twee A-viertjes.
Er zijn drie varianten:
- een versie voor zangstem en piano
- een versie voor a capella mannenkoor (tenoren en bassen)
- een versie voor gemengd koor (sopranen, alten, tenoren en bassen onder de titel Ja, lat ons strida, de eerste zin uit de tekst van Garborg